# 184

184(백팔십사)는 183보다 크고 185보다 작은 자연수다.

## 수학
- 합성수로, 그 약수는 1, 2, 4, 8, 23, 46, 92, 184다. 진약수의 합은 176이므로, 184는 부족수다.
- 자릿수 제곱합이 제곱수인 26번째 자연수다. 이 성질을 지닌 앞의 수는 148, 다음 수는 200이다. (OEIS의 수열 A175396)
  - {\displaystyle 1^{2}+8^{2}+4^{2}=1+64+16=81=9^{2}}
- {\displaystyle 184=41+43+47+53}
  - 연속하는 네 소수(素數)의 합으로 나타낼 수 있으며, 이 성질을 지닌 앞의 수는 168, 다음 수는 202이다.

## 과학
- NGC 184: 안드로메다자리 방향에 있는 나선은하.

## 교통
- 일본 184번 국도: 시마네현 이즈모시에서 히로시마현 오노미치시까지 이어지는 일본의 국도.
- 현도 제184호선

## 군사
- U-184(영어판, 독일어판): 제2차 세계 대전에 사용된 나치 독일의 군용 잠수함.

## 문화유산
- 대한민국의 국보 제184호: 구미 선산읍 금동보살입상
- 대한민국의 보물 제184호: 부여 장하리 삼층석탑
- 대한민국의 사적 제184호: 경주 효소왕릉

## 방송
- 스카이라이프의 가톨릭평화방송 채널 번호.
- 지니 TV의 서울경제TV 채널 번호.[1]
- B tv의 캐리TV 채널 번호.
- U+ TV의 KBS 라이프 채널 번호.
- B tv 케이블의 플레이런TV 채널 번호.

## 기타
- 연도: 184년, 기원전 184년

1. ↑  LG헬로비전의 채널 번호가 같다.